# Ломинский, Георгий Павлович
Гео́ргий Па́влович Ломи́нский (23 апреля 1918 года, Казатин Винницкой обл. Украинской ССР — 17 июня 1988 года, Снежинск) — организатор и руководитель научно-исследовательских и опытно-конструкторских работ в области ядерных вооружений, генерал-лейтенант. Лауреат Сталинской (1951), Ленинской (1962) и Государственной премий (1978).

## Биография
Родился в семье рабочего железной дороги — отец, Павел Васильевич, работал кондуктором. Мать, Варвара Мироновна — домохозяйка. Кроме Георгия в семье было три дочери Елена, Леонида, Мария. Мать рано умерла от туберкулеза (1931 год).
В 1935 году окончил среднюю школу в городе Казатине. С 1935 по 1938 год — студент машиностроительного факультета Киевского индустриального института.
На военной службе с 15 октября 1938 года. С 1938 по май 1941 года слушатель Артиллерийской академии им. Ф. Э. Дзержинского. С отличием окончил академию в мае 1941 года. Квалификация: военный инженер-механик.
Как отличник учёбы присутствовал на правительственном приеме, где с докладом выступил И. В. Сталин.
С мая 1941 года по январь 1948 года служил на научно-исследовательском полигоне стрелкового и миномётного вооружения ГАУ ВС (г. Щурово, Московская область, с октября 1941 года по май 1942 года в эвакуации в Чебаркульском районе Челябинской обл.), инженер, начальник отдела, начальник гранатно-минометного отделения. Участвовал в испытаниях и отработке военного оружия, разработал РПГ-1. Выступал экспертом по стрелковому оружию.

Частично потерял слух. Имел ранения в результате взрывов боеприпасов, осколки в ногах после взрыва гранаты остались на всю жизнь.
С 1 февраля 1948 года до апреля 1955 года в КБ-11, старший инженер, научный сотрудник, начальник отдела полигонов, заместитель начальника сектора, помощник директора по технике безопасности. 

Участвовал в испытаниях первой отечественной атомной бомбы 29 августа 1949 года. Был руководителем группы по аттестации на соответствие конструкторской документации сооружений и оборудования на полигоне, а также по доставке ядерного заряда из сборочного цеха на испытательную площадку.

Участник испытаний первой термоядерной бомбы 12 августа 1953 года.
С апреля 1955 года по июнь 1988 года в РФЯЦ-ВНИИТФ. Главный инженер, заместитель главного конструктора, первый заместитель директора. С 20 ноября 1964 года по 17 июня 1988 года — директор Института. В это время ВНИИТФ имел неофициальное название — «хозяйство Ломинского»: он принимал самое деятельное участие и в разработках и испытаниях продукции института, и в организации и развитии производственной базы, и в строительстве жилого фонда и объектов социального назначения. Лично участвовал во всех важных мероприятиях института.

Могила Ломинского Г.

Умер после инфаркта. Похоронен в Москве на Кунцевском кладбище (10 уч.).

## Память

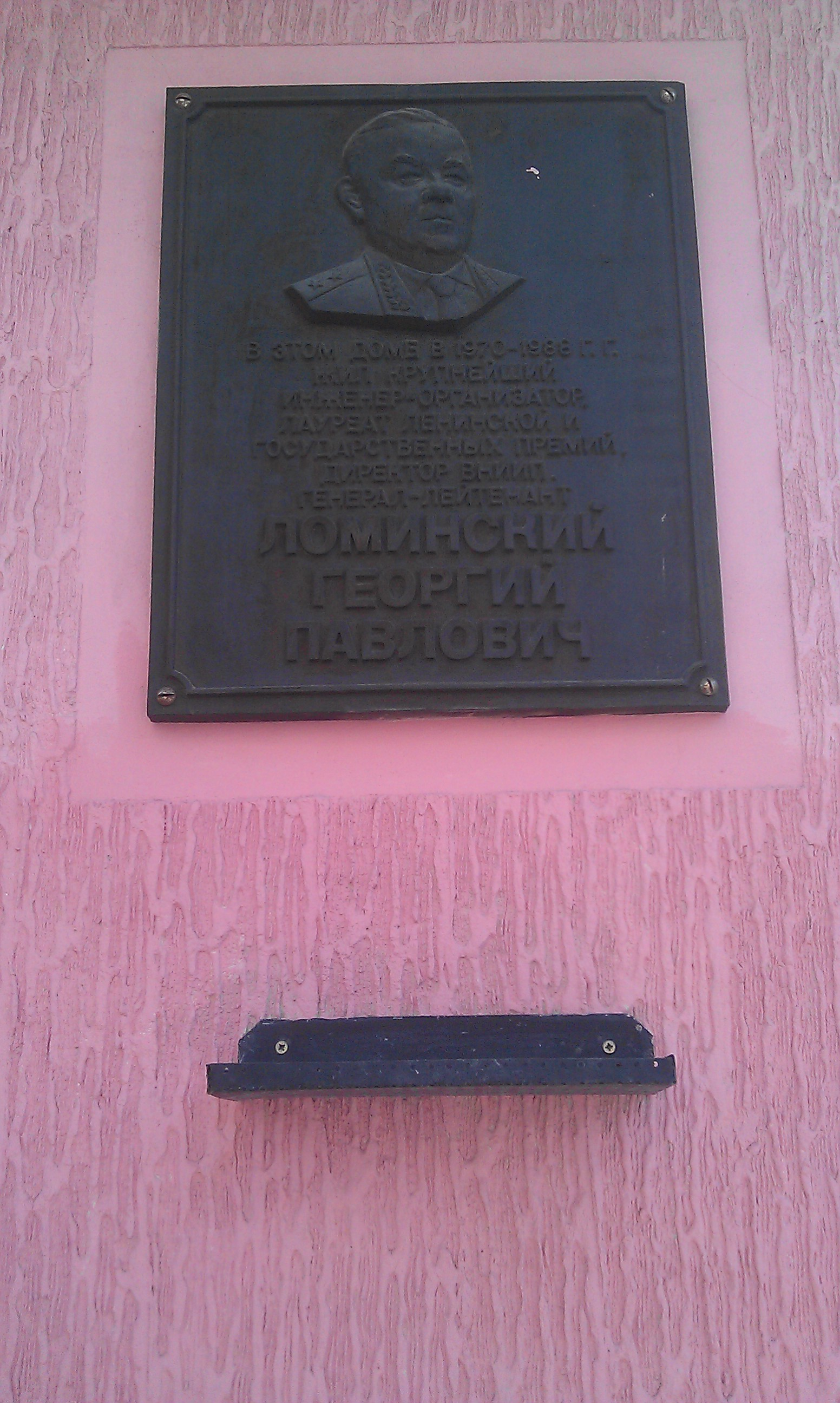
Мемориальная доска Ломинскому в Снежинске

Мемориальная доска Г. П. Ломинскому установлена в Снежинске.

## Высказывания
Рыба ищет где глубже, а человек — где рыба.

Если не наказан — значит поощрён.

## Случаи
В 1970-е годы на товарной станции Свердловска, нынешнего Екатеринбурга, произошёл взрыв в одном из вагонов, в результате чего было разрушено несколько зданий. Легенда гласит, что, получив сообщение о происшествии, секретарь Свердловского обкома КПСС позвонил Г. П. Ломинскому и спросил, не он ли является хозяином изделия, разрушившего товарную станцию Свердловска. Георгий Павлович поинтересовался, откуда говорит звонивший, и, получив ответ: «Из обкома», — не без чёрного юмора ответил: «Нет, это не наше изделие. Если бы сработало наше — не осталось бы ни обкома, ни Свердловска».

## Награды
Ленинская премия (1962),

Сталинская премия (1951)

Государственная премия СССР (1978),
орден Ленина (1950, 1966),

орден Октябрьской Революции (1971),

орден Трудового Красного Знамени (1951,1953,1961),

орден Красной Звезды (1944,1978),